# Mistrzostwa Świata w Piłce Ręcznej Kobiet 2013 (składy)
Artykuł grupuje składy żeńskich reprezentacji narodowych w piłce ręcznej, które wystąpiły podczas Mistrzostw Świata w Piłce Ręcznej Kobiet 2013 rozegranych w Serbii od 6 do 22 grudnia 2013 roku.

## Grupa A

### Czarnogóra
Źródło

### DR Kongo
Źródło

### Dominikana
Źródło

### Francja
Źródło

### Holandia
Źródło

### Korea Południowa
Źródło

## Grupa B

### Algieria
Źródło

### Brazylia
Źródło

### Chiny
Źródło

### Dania
Źródło

### Japonia
Źródło

### Serbia
Źródło

## Grupa C

### Angola
Źródło

### Argentyna
Źródło

### Hiszpania
Źródło

### Norwegia
Źródło

### Paragwaj
Źródło

### Polska
Źródło

## Grupa D

### Australia
Źródło

### Czechy
Źródło

### Niemcy
Źródło

### Rumunia
Źródło

### Tunezja
Źródło

### Węgry
Źródło